# جکسن هایتس (کارولینای شمالی)
جکسن هایتس (به انگلیسی: Jackson Heights) شهری در ایالت کارولینای شمالی کشور ایالات متحده آمریکا است که جمعیت آن در سرشماری سال ۲۰۱۰ میلادی، ۱٬۱۴۱ نفر بوده‌است.